# Alticuma bellum
Alticuma bellum är en kräftdjursart som beskrevs av Francis Day 1978. Alticuma bellum ingår i släktet Alticuma och familjen Bodotriidae. Inga underarter finns listade i Catalogue of Life.